# Michael Rensing
Michael Rensing (Lingen, 14. svibnja 1984.) bivši je njemački nogometni vratar.

## Životopis
Rensing je rođen 1984. godine; otac mu je Nijemac, a majka Srpkinja. FC Bayernu se pridružio 2000. godine iz TuS Lingena, gdje se kao junior razvio u talentiranog vratara.
Sezonu 2002./03. proveo je u trećoj njemačkoj ligi, kao član rezervne ekipe kluba, ali je i postao dijelom prve momčadi u kampanji za UEFA Ligu prvaka. Rensing je u Bundesligi debitirao 21. veljače 2004., kada je igrao cijelu utakmicu protiv Hamburgera SV, u kojoj nije primio gola (1:0). Uspjeh je ponovio i u drugom nastupu, protiv Schalkea 04.
Rensing je nastupao u šest Bundesligaških utakmica 2005./06. sezone, a iste je sezone debitirao u Ligi prvaka, kada je mijenjao Olivera Kahna u utakmici protiv AC Milana. Utakmica je odigrana 21. veljače 2006., a Milanov vratar Dida je također bio ozljeđen, pa su obje ekipe imale rezerve na vratima; rezultat je na kraju bio 1:1. Kako se Kahn bližio kraju igračke karijere, Rensing je sve više nastupao za Bayern, uključujući i 17 nastupa u sezoni 2007./08., posljedjoj u karijeri Olivera Kahna. Kad je Kahn 2008. godine otišao u mirovinu, Rensing je postao prvi vratar Bayerna. Nakon nekoliko nesigurnih predstava na početku sezone 2009./10., na golu ga je zamijenio iskusni Hans-Jörg Butt.
U zimskom prijelaznom roku sezone 2010./11., Rensing je prešao u redove 1. FC Kölna.
Bio je i prvi vratar Njemačke nogometne reprezentacije ispod 19 godina (U-19), i s njom je nastupao na Europskom U-21 prvenstvu u nogometu 2004., iako je cijelo natjecanje proveo na klupi. Međutim, pomogao je U-21 reprezentaciji da se kvalificira na Europsko U-21 prvenstvo 2006. godine.

## Nagrade i uspjesi

### Bayern München
- Njemački liga-kup: 2007.
- Njemački kup: 2005., 2006., 2008., 2010.
- Bundesliga: 2004./05., 2005./06., 2007./08., 2009./10.
- Regionalliga: 2003./04.
- Njemačko U-17 prvenstvo: 2001.
- Njemačko U-19 prvenstvo: 2002.

## Vanjske poveznice
- Profil  Arhivirana inačica izvorne stranice od 6. ožujka 2011. (Wayback Machine) na stranici 1. FC Kölna (njem.)
- Statistika na Fussballdaten.de (njem.)